# Танімун дан Сулейман
Танімун дан Сулейма́н (бл. 1811 — 1884) — 11-й султан Дамагараму в 1841—1843 і 1851—1884 роках. Домігся політичного та економічного піднесення держави. Відомий також як Танімун II.

## Життєпис

### Перше султанування
Син султана Сулеймана дан Танімуна. Народився близько 1811 року в Зіндері. Про молоді роки нічого невідомо. 1841 року очолив посольство до Умар I, шеху Борну, що рушив до Зіндеру — столиці Дамагараму. Тут зумів переконати того у змові брата — султана Ібрагіма. В результаті того було повалено, а новим султаном затверджено Танімуна.
1842 року сприяв перемозі Мараді, Цібірі і Гобіра над Абу-Бакр Атіку I, султаном Сокототи, де той отримав смертельне поранення. Невдовзі виступив проти держави Соссебакі, але зазнав невдачі. 1843 року шеху Борну повалив Танімуна, повернувши на трон його брата Ібрагіма.

### Боротьба за владу
Але Танімун підняв повстання проти останнього. 1848 року Танімун адн Сулейман зазнав поразки й втік до туарегів. Спроба отримати допомогу від Борну виявилася марною. Тому звернувся по допомогу до лукуді, саркіна (володаря) емірату Даура, підлеглого халіфату Сокото. У 1850 році почалася нова війна, в якій перемогу здобув Танімун, а Ібрагім загинув. Трон перейшов до сина останнього — Мухаммада. Але того було повалено у 1851 році. В результаті Танімун зміцнився на троні Дамагараму.

### Друге султанування
Поставив за мету розширити кордони держави. Тому негайно почав війну проти емірату Кано, але ще до початку бойових дій втратив значну частину війська в у водно-болотних угіддях біля Кано. Тому ця кампанія отримала назву «водна війна» (які н'руа). Тоді звернувся увагу на державу Миррія, де поставив свого ставленика. В околицях Кантче і Кано він захопив декілька поселень. Після двох походів підкорив Муніо на північний захід від Борну. В Мараді поблизу емірату Кацина допоміг утворити буферну державу зі столицею в Мараді, де стали панувати вигнанці з династії Кацини.
1856 року в стислий термін (2 місяці) звів укріплення навколо столиці — стіну завдовжки 5 км і 10 м завширшки. скориставшись війною емірату Хадеджія проти султана Сокото, спробував підкорити першого. Але дві військові кампанії не дали успіху.
З початку 1860-х років відмовився від агресивних дій щодо сусідів, зосередившись на розвитку султанату. Він сприяв сільському господарству, впроваджуючи нові культури та торгівлю, встановлюючи торгові шляхи до Триполі та Каїра, заходи спрямовані на зменшення деградації ґрунтів та зупинки наступу пустелі. Для цього було заборонено рубати дерева білуватої акації, єгипетського баланіта, зизифусів, сенегальської хайї, фікусів. Навпаки в подальшому наказувалося збільшити їх засадження. Їх стали називати «деревами султана».
Запросив з Борну ісламських правознавців — Лімана Баркому, суфія з тарікату Кадирійя, і Маламу Сулеймана. Першого призначив алькалі (головним суддею). Разом з ними султан поширив в державі норми шаріату, а також посилив ісламізацію населення, значна частина якого до того сповідувала анімізм.
У 1870-х роках відбив напад розширити свій вплив альмами Тідіані Талла, володаря тукулерів у Масині. Помер 1884 року. Трон зайняв Аббо Гато.